# José Sette Câmara Filho
José Sette Câmara Filho (Alfenas, 14 de abril de 1920 – Rio de Janeiro, 30 de agosto de 2002) foi um advogado, diplomata e político brasileiro.
Advogado, diplomado pela Faculdade de Direito da Universidade Federal de Minas Gerais, em 1945; pós-graduado pela Universidade McGill, de Montreal, no Canadá, em 1949.
Em 1945 ingressou na carreira diplomática. Foi terceiro secretário, servindo na Embaixada do Brasil em Washington D.C., em 1947; Vice-cônsul em Montreal, no Canadá, em 1947; terceiro secretário, em 1950; segundo secretário em 1951; primeiro secretário, em 1953, servindo na delegação brasileira junto a ONU. Foi Secretário-Chefe do Gabinete Civil da Presidência da República, entre 1952 e 1954. Foi Cônsul em Florença, na Itália, em 1954; Ministro em 1956; Membro do Conselho Administrativo do Banco Nacional de Desenvolvimento Econômico em 1956; Ministro Plenipotenciário, em missão especial nas solenidades de posse do Presidente da Colômbia, em 1958; Subchefe, em 1956 e chefe, em 1959, do Gabinete Civil da Presidência da República; Secretário Geral no Conselho Coordenador de Abastecimento, em 1959, Governador do estado da Guanabara em 1960; e Prefeito do Distrito Federal, entre 1961 e 1962.
Em 1961 ingressou como representante permanente do Brasil no escritório das Nações Unidas, em Genebra. De 1963 a 1964, foi embaixador na Suíça; de 1964 a 1968 foi representante permanente do Brasil na Assembleia das Nações Unidas; e de 1972 a 1979 foi embaixador na Checoslováquia. Além disso, chefiou as delegações brasileiras nas reuniões da assembleia geral da ONU e, tanto em 1964, como de 1967 a 1969 foi o representante do Brasil no Conselho de Segurança. Em 1970, como sucessor do falecido Gilberto Amado, foi escolhido membro da Comissão de Direito Internacional Público das Nações Unidas, sendo reconduzido em 1971 e em 1977.
Tendo ficado, de 1970 a 1978, na Comissão de Direito Internacional Público das Nações Unidas, atuou como juiz ao Tribunal Internacional de Justiça, em Haia, de 1979 a 1988; sendo que de 1982 a 1985, foi Vice-Presidente deste tribunal.
Desde 1977, pertencia ao Instituto Internacional de Direito, e desde 1988, era membro honorário da Sociedade Americana para o Direito Internacional.
Aposentando-se, retornou ao Rio de Janeiro, onde faleceu a 30 de agosto de 2002, em decorrência de um derrame cerebral.

## Genealogia
A antiga família Sette tem sua origem em Portugal, em dois irmãos, Sebastião e Antônio, que, emigrados para o Brasil, estabeleceram-se em Minas Gerais (na dita “Zona do Carmo”) e em Pernambuco. Os irmãos Sebastião e Antônio eram filhos do Capitão Antônio Rodrigues Sette e de Maria Joana Gonçalves da Câmara, por onde ocorreu a união dos sobrenomes Sette e Câmara; eram netos paternos de João Rodrigues Sette e de Maria Francisca de Jesus; e netos maternos de Sebastião Gonçalves da Câmara (donde lhes vieram as armas desta família na “Carta de Brasão de Armas”: de sable, com uma torre de argente, assente num monte de sinopla, sustida por dois lobos rampantes de jalde; tendo por timbre um dos lobos passante) e de Patrícia Luiza da Cruz.
José Sette Câmara Filho era descendente do Sargento-Mor Sebastião Rodrigues Sette Câmara, nascido por volta de 1773 em Braga, Portugal, e que passou para as Minas no posto de sargento-mor das ordenanças do termo de Mariana, sendo Cavaleiro Professo na Ordem de Cristo, Capitão do Primeiro Regimento de Cavalaria de Milícias da Cidade de Mariana, fidalgo com Carta de Brasão de armas, tendo se casado, por volta de 1794, em Mariana, com Teresa Joaquina Fidélis da Silva.

## Obras
- Pollution of International Rivers. Reihe: Collected Courses of the Hague Academy of International Law. Band 186. Den Haag 1985
- Methods of Obligatory Settlement of Disputes. In: Mohammed Bedjaoui: International Law: Achievements and Prospects. Dordrecht und Boston 1991, S. 519−544
- Agosto – 1954. Siciliano – 1994.

## Literatura sobre Sette Câmara
- Biographical Note. José Sette-Camara. In: Collected Courses of the Hague Academy of International Law. Bans 186. Martinus Nijhoff Publishers, Den Haag 1985, ISBN 9-02-473177-1, S. 122
- José Sette-Camara. In: Arthur Eyffinger, Arthur Witteveen, Mohammed Bedjaoui: La Cour internationale de Justice 1946–1996. Martinus Nijhoff Publishers, Den Haag und London 1999, ISBN 9-04-110468-2, S. 324